# Karim Rekik
Karim Rekik, född 2 december 1994, är en nederländsk fotbollsspelare (mittback) som spelar för Sevilla.

## Karriär
Den 16 juni 2017 värvades Rekik av Hertha Berlin. Den 5 oktober 2020 värvades Rekik av spanska Sevilla, där han skrev på ett femårskontrakt.